# 大成駅 (慶尚南道)
大成駅（テソンえき）は、大韓民国慶尚南道密陽市にかつて存在した京釜線の鉄道駅（廃駅）である。

## 歴史
- 1945年6月16日：開業[1]。
- 日時不明 : 廃止。